# Lyperia
Lyperia es un género con 59 especies de plantas de flores de la familia Scrophulariaceae. 

## Especies seleccionadas
- Lyperia acutiloba
- Lyperia amplexicaulis
- Lyperia antirrhinoides
- Lyperia argentea
- Lyperia aspalathoides

- Datos: Q9025751
- Especies: Lyperia (Limoselleae)